# Llengües úgriques
Les llengües úgriques són un grup de llengües parlades a Euràsia. El grup úgric inclou dos subgrups: l'hongarès i l'obi-úgric. Aquesta última branca inclou l'ostiac (també anomenat khanti) i el vogul (també mansi). Les llengües d'aquest grup es caracteritzen per una conjugació verbal que varia segons els complements que admet el verb.

## Característiques comunes
L'hongarès i les llengües obi-úgriques comparteixen essencialment trets tipològics, que es donen no només en aquestes llengües sinó també en altres llengües uralianes i altaiques:
- Tipologia morfològica de caràcter aglutinant.
- Existència de postposicions.
- Harmonia vocàlica
- Escassetat de concordances.
- Inexistència de distincions de gènere.

És a dir, no existeixen característiques peculiars o innovacions específiques comunes a tot l'obi-úgric i l'hongarès que no estiguin en altres llengües uralianes, excepte uns pocs fets assenyalats per Sammallahti, poc conclusius. Això podria ser reflex del fet que el grup úgric no és realment una unitat filogenètica en si mateixa, i que les seves característiques similars no són el resultat d'un parentiu especialment proper com s'havia suposat comunament.

## Història
La relació especial entre els magiars o hongaresos i els parlants de llengües obi-úgriques es remunta als segles XV o XVII, quan l'exònim llatí hungarus es va comparar amb el topònim rus Iugra o Iugria per designar una regió en la conca del riu Obi. La creença de parentiu basada en aquesta observació anecdòtica es va reforçar quan durant el segle xix va guanyar difusió el fet cert que alguns pobles de la conca de l'Obi s'autoanomenaven mansi, terme que es va comparar amb la autodenominació magyar dels hongaresos. El parentiu basat en aquesta evidència sembla incompatible amb l'estesa creença que el nom hungarus seria una derivació del nom turc on-ogur ('set tribus'), nom d'una federació de pobles procedents de l'oest dels Urals del que haurien format part presumiblement els proto-hongaresos.
Budenz va ser el primer autor que va tractar d'aplicar el mètode comparatiu a diverses llengües uralianes. El seu treball era defectiu en molts sentits, i en ell l'hongarès no es considera especialment lligat a cap altra llengua uraliana. Va ser Donner (1879) qui va proposar que les llengües uralianes havien de separar-se en ugrofineses i samoiedes, però es va basar abans de res en opinions personals sobre la morfologia i no sobre un treball rigorós. La investigació posterior en la lingüística uraliana ha assumit tàcitament un parentiu especialment proper entre l'hongarès i les llengües Obi-úgriques, basat en el treball de Donner. No obstant això, aquesta relació especialment propera entre hongarès i Obi-úgric ha estat posada en dubte per diversos autors. De fet, actualment no existeix una reconstrucció ortodoxa del proto-úgric sobre la base del mansi, el kanti i l'hongarès. Abandolo (1998), un dels investigadors més reconeguts en lingüística uraliana, afirma sobre la relació de l'hongarès i l'Obi-úgric:
| «                                            | Encara que tipològicament similars en molts aspectes (àmpliament aglutinants, amb harmonia vocàlica, postposicions, sufixos possessius i concordança nominal reduïda), l'hongarès es desvia en gran mesura en certs aspectes, en particular en el desenvolupament de les vocals i els detalls de la flexió del nom i el verb | » |
| — Abandolo, Uralic Languages, 1998, pàg. 428 | |   |

## Classificació
- Llengües uralianes

- Llengües ugrofineses

- Llengües úgriques

- Hongarès
- Obi-Úgric

- Ostiac (khanti)
- Vogul (mansi)